# 아마데오 가르시아
아마데오 가르시아 데 살라사르(스페인어: Amadeo García de Salazar; 1887년 3월 31일, 바스크 주 비토리아-가스테이스 ~ 1947년 7월 18일)는 스페인의 전 축구 감독이다. 그는 1934년부터 1936년까지 스페인 국가대표팀의 감독이었고, 1934년 FIFA 월드컵 당시 스페인을 이끈 감독이다.